# La cognatina
La cognatina è un film erotico del 1975, diretto da Sergio Bergonzelli.

## Trama
Dopo qualche anno trascorso in un collegio di suore, la giovane Monica torna al paesello, vogliosa di conquistare quanti più ragazzi possibile. Ci riesce talmente bene da ridurre in ginocchio l’intera squadra locale di calcio.

## Produzione
Le riprese dell'acquario sono state effettuate nella Serra Tropicale De Santis di Roma.
La protagonista è doppiata da Simona Izzo.